# Börje Rönnberg
Kjell Eskil Börje Rönnberg, född 7 oktober 1924 i Nordmaling, död 2 oktober 2001 i Jukkasjärvi, var en svensk fotograf verksam i Kiruna.
1957 blev Rönnberg LKAB:s första anställda fotograf. Han är kanske mest känd för sina underjordsbilder med sin unika ljussättning som han utvecklade under många år. Han hade också ett stort naturintresse, och detta syns i hans privata bildsamling ”Blommor” med norrländsk flora. Hans mest kända bild är bilden av lantbrevbäraren Martin Niva, som valdes till frimärke vid Världspostföreningens 100-årsjubileum 1974 och spreds i 7 miljoner exemplar. Kiruna kommun förvaltar både Rönnbergs tagna bilder.